# Syriens president
Syriens president är Syriens statschef och högste befälhavare och nomineras formellt av parlamentet och måste godkännas i en folkomröstning. Mandatperioden är sju år och presidenten kan återväljas en gång. Presidenten leder regeringen, utser premiärministerh på dennes rekommendation övriga ministrar.

## Valprocess

### Kandidaters valbarhet
Det är inskrivet i Syriens statsförfattning från 2012 att presidenten har maximalt två mandatperioder på 7 år. För att få kandidera till posten krävs att följande är uppfyllt:
1. Kandidaten måste respektera folkliga och politiska rättigheter och får inte vara dömd för något grovt brott
2. kandidaten måste vara minst 40 år gammal
3. kandidaten måste ha varit bosatt i Syrien minst 10 år innan valet
4. kandidaten måste vara född syrier, samt ha föräldrar som är födda syrier
5. kandidaten får inte vara gift med en icke-syrier

Konstitutionen från 1973 hade inget krav på presidentens religiösa tillhörighet och införde flera sekulära artiklar. Det möttes av protester från religiösa grupperingar i landet, där vissa röster begärde jihad mot regeringen. Så småningom bemöttes dessa protester med en reviderad konstitution, i vilken det står inskrivet att presidenten ska vara muslim samt att jurisprudens från islam ska tas i beaktning när nya lagar stiftas.